# Ранкосі

42°48′33″ пн. ш. 140°31′42″ сх. д. / 42.80917° пн. ш. 140.52833° сх. д.
Ранко́сі (яп. 蘭越町, らんこしちょう, МФА: [ɾankoɕi t͡ɕoː]) — містечко в Японії, в повіті Ісоя округу Сірібесі префектури Хоккайдо. Станом на 1 жовтня 2008 року площа містечка становила 449,68 км². Станом на 31 березня 2017 населення містечка становило 4835 осіб.